# The Boulet Brothers' Dragula (3.ª temporada)
A terceira temporada de The Boulet Brothers' Dragula é uma competição apresentada pelas drag queens americanas The Boulet Brothers. A temporada estreou em 27 de agosto de 2019 e terminou em 28 de outubro de 2019. A terceira temporada do programa contou com 11 concorrentes, incluindo a participação de um drag king e de uma artista drag AFAB, competindo pelo título de Próximo Supermonstro Drag do Mundo e um prêmio no valor de US$ 25.000.
Em 23 de Fevereiro de 2018, os Boulet Brothers anunciaram, via Twitter (atual X), que o processo de seleção iria começar em breve. Em 7 de Março de 2018, a seleção começou, durando 20 dias, até 8 de Março de 2018.
O vencedor da terceira temporada foi o drag king Landon Cider, que ganhou um prêmio de US$25,000., com Dollya Black e Priscilla Chambers sendo as finalistas da temporada.
Priscilla Chambers e St. Lucia, agora denominada apenas por Saint, participaram do spin-off The Boulet Brothers' Dragula: Resurrection, uma competição entre participantes de temporadas anteriores por uma chance de retornar para a quarta temporada. Saint foi a vencedora do Resurrection, ganhando uma vaga na quarta temporada e um prêmio no valor de US$ 20.000.
Mais tarde, Yovska e Evah Destruction retornaram ao programa na primeira temporada de Dragula: Titans, ficando em décimo e quarto/quinto  lugar, respectivamente.

## Participantes
| Participante        | Idade | Origem            | Colocação                                      |
| ------------------- | ----- | ----------------- | ---------------------------------------------- |
| Landon Cider        | 39    | Long Beach, CA    | Vencedor (em 29 de Outubro de 2019)            |
| Dollya Black        | 23    | Orlando, FL       | Finalistas (em 29 de Outubro de 2019)          |
| Priscilla Chambers  | 23    | Asheville, NC     | Finalistas (em 29 de Outubro de 2019)          |
| Louisianna Purchase | 42    | Austin, TX        | 4º Lugar (Eliminada em 15 de Outubro de 2019)  |
| Evah Destruction    | 27    | Dallas, TX        | 5º Lugar (Eliminada em 8 de Outubro de 2019)   |
| Maddelynn Hatter    | 37    | Nova Iorque, NY   | 6º Lugar (Eliminada em 1 de Outubro de 2019)   |
| Hollow Eve          | 36    | São Francisco, CA | 7º Lugar (Eliminada em 24 de Setembro de 2019) |
| Maxi Glamour        | 27    | St. Louis, MO     | 8º Lugar (Eliminada em 17 de Setembro de 2019) |
| Yovska              | 23    | Toronto, Canadá   | 9º Lugar (Eliminada em 10 de Setembro de 2019) |
| St. Lucia           | 25    | Atlanta, GA       | 10º Lugar (Eliminada em 3 de Setembro de 2019) |
| Violencia!          | 31    | Boston, MA        | 11º Lugar (Desistiu em 27 de Agosto de 2019)   |

## Progresso das Participantes
| Participantes       | 1      | 2      | 3      | 4      | 5      | 6      | 7      | 8      | 9         | 10        |
| ------------------- | ------ | ------ | ------ | ------ | ------ | ------ | ------ | ------ | --------- | --------- |
| Landon Cider        | SALVA  | VENCEU | SALVA  | BOM    | RUIM   | VENCEU | BOM    | VENCEU | Finalista | Vencedor  |
| Dollya Black        | VENCEU | SALVA  | BOM    | RUIM   | BOM    | BOM    | VENCEU | BTM3   | Finalista | Finalista |
| Priscilla Chambers  | BOM    | SALVA  | BOM    | SALVA  | VENCEU | BTM2   | BTM3   | BTM3   | Finalista | Finalista |
| Louisianna Purchase | RUIM   | BOM    | SALVA  | BOM    | BOM    | BOM    | BTM3   | EXTRM  | Convidada |           |
| Evah Destruction    | BOM    | SALVA  | VENCEU | VENCEU | BTM2   | RUIM   | EXTRM  |        | Convidada |           |
| Maddelynn Hatter    | SALVA  | RUIM   | BTM3   | BTM2   | SALVA  | EXTRM  |        |        | Convidada |           |
| Hollow Eve          | SALVA  | BOM    | BTM3   | BOM    | EXTRM  |        |        |        | Convidada |           |
| Maxi Glamour        | BTM2   | SALVA  | BOM    | EXTRM  |        |        |        |        | Convidada |           |
| Yovska              | SALVA  | BTM2   | EXTRM  |        |        |        |        |        | Convidada |           |
| St. Lucia           | SALVA  | EXTRM  |        |        |        |        |        |        | Convidada |           |
| Violencia!          | EXTRM  |        |        |        |        |        |        |        | Convidada |           |

     O participante venceu The Boulet Brothers' Dragula Season 3.
     Os participantes se tornaram finalistas da temporada.
     O participante venceu o desafio da semana.
     O participante recebeu críticas positivas, mas foi declarada "salva" no último instante.
     O participante recebeu críticas negativas, mas foi declarada "salva" no último instante.
     A participante esteve apta à exterminação.
     A participante foi exterminada.

## Exterminações
| Episódio | Participantes       | Participantes    | Participantes      | Desafio | Exterminado        |
| -------- | ------------------- | ---------------- | ------------------ | --- | ------------------ |
| 1        | Maxi Glamour        | vs.              | Violencia!         | Saltar de paraquedas de um avião a mais de 5 mil metros de altitude                                                            | Violencia!         |
| 2        | St. Lucia           | vs.              | Yovska             | Consumir um jantar composto por órgãos e sangue de vaca                                                                        | St. Lucia          |
| 3        | Hollow Eve          | Hollow Eve       | Hollow Eve         | Fazer uma tatuagem escolhida pelos outros participantes da exterminação                                                        | Yovska             |
| 3        | Maddelynn Hatter    |                  |                    | Fazer uma tatuagem escolhida pelos outros participantes da exterminação                                                        | Yovska             |
| 3        | Yovska              |                  |                    | Fazer uma tatuagem escolhida pelos outros participantes da exterminação                                                        | Yovska             |
| 4        | Maddelynn Hatter    | vs.              | Maxi Glamour       | Ser humilhado pelos outros participantes enquanto justifica sua permanência                                                    | Maxi Glamour       |
| 5        | Evah Destruction    | vs.              | Hollow Eve         | Soprar uma barata através de um tubo na boca do outro participante                                                             | Hollow Eve         |
| 6        | Maddelynn Hatter    | vs.              | Priscilla Chambers | Remover partes de um cadáver, evitando choques elétricos de 6 mil volts                                                        | Maddelynn Hatter   |
| 7        | Evah Destruction    | Evah Destruction | Evah Destruction   | Grampear a maior quantidade de cédulas de dólar no corpo que conseguir                                                         | Evah Destruction   |
| 7        | Louisianna Purchase |                  |                    | Grampear a maior quantidade de cédulas de dólar no corpo que conseguir                                                         | Evah Destruction   |
| 7        | Priscilla Chambers  |                  |                    | Grampear a maior quantidade de cédulas de dólar no corpo que conseguir                                                         | Evah Destruction   |
| 8        | Dollya Black        | Dollya Black     | Dollya Black       | Explorar uma casa mal assombrada, evitando as armadilhas e as assombrações, para encontrar o convite para o Top 3 da temporada | Lousianna Purchase |
| 8        | Louisianna Purchase |                  |                    | Explorar uma casa mal assombrada, evitando as armadilhas e as assombrações, para encontrar o convite para o Top 3 da temporada | Lousianna Purchase |
| 8        | Priscilla Chambers  |                  |                    | Explorar uma casa mal assombrada, evitando as armadilhas e as assombrações, para encontrar o convite para o Top 3 da temporada | Lousianna Purchase |

     A participante foi exterminada após sua primeira participação em um desafio de exterminação.
     A participante foi exterminada após sua segunda participação em um desafio de exterminação.
     A participante foi exterminada após sua terceira participação em um desafio de exterminação.
     A participante desistiu do desafio de exterminação.

## Jurados convidados
| Episódio | Jurados convidados                                                                                              |
| -------- | --- |
| 1        | Phi Phi O'Hara, artista drag Phil Jimenez, artista de quadrinhos                                                |
| 2        | Amanda Lepore, ativista e modelo Bonnie Aarons, atriz                                                           |
| 3        | Henry Rollins, cantor, compositor e ator Peaches Christ, artista drag                                           |
| 4        | Darren Stein, diretor Michael Varrati, roteirista                                                               |
| 5        | Biqtch Puddin, vencedora da segunda temporada de Dragula Felissa Rose, atriz                                    |
| 6        | Milly Shapiro, atriz Paige Owens                                                                                |
| 7        | Cig Neutron, designer de efeitos visuais e maquiagem Vander von Odd, vencedora da primeira temporada de Dragula |
| 8        | Danielle Harris, atriz Rachel True, atriz                                                                       |

## Episódios
| Episódio | Título                       | Data de exibição original | Resumo do episódio |
| -------- | ---------------------------- | ------------------------- | --- |
| 1        | The Lesser of Two Evils      | 27 de Agosto de 2019      | Desafio do Floor Show: Criar um look dentro do tema de Super Vilões. Prêmio do Floor Show: US$ 1.000 em saltos da Fierce Queen. Vencedora do Floor Show: Dollya Black Desafio de exterminação: Saltar de paraquedas de um avião a mais de 5 mil metros de altitude. Participantes: Maxi Glamour e Violencia! Desistiu: Violencia! |
| 2        | Don't Suck                   | 3 de Setembro de 2019     | Desafio do Floor Show: Criar um look dentro do tema vampiresco, junto à um leque da Dirt Squirrel e fazer uma performance burlesca solo. Prêmio do Floor Show: US$ 1.000 e roupas de baixo da Dirt Squirrel. Vencedor do Floor Show: Landon Cider Desafio de exterminação: Consumir um banquete composto por órgãos bovinos crus e sangue de vaca. Participantes: St. Lucia e Yovska Exterminada: St. Lucia |
| 3        | Drag Monsters of Rock        | 6 de Setembro de 2019     | Desafio do Floor Show: Competir em duas bandas de rock rivais, numa apresentação ao vivo. Apresentar dois looks no palco, um para a perfomance das bandas e outro para o Floor Show. As bandas foram: - SLAG: Evah Destruction, Dollya Black, Maxi Glamour e Priscilla Chambers. - KOVEN: Maddelynn Hatter, Hollow Eve, Landon Cider, Louisianna Purchase e Yovska Prêmio do Floor Show: Um look de látex único da Bizarre Fetish Couture valendo US$ 1.000 . Vencedora do Floor Show: Evah Destruction Desafio de exterminação: Fazer uma tatuagem escolhida por outro participante da exterminação. Participantes: Hollow Eve, Maddelynn Hatter e Yovska Exterminada: Yovska |
| 4        | The Demons Blood             | 17 de Setembro de 2019    | Desafio do Fright Feat: Encontrar uma chave escondida na área de trabalho. A participante que encontrar a chave poderá se salvar da exterminação ou escolher qualquer outro participante para mandar para o desafio de exterminação. Vencedora do Fright Feat: Dollya Black Desafio do Floor Show: Como Dungeon Master, os Boulet lançaram dados para decidir a raça e classe de cada participante. Se inspirando em Dungeons & Dragons, criar um look fantástico completo, se baseando nas características de sua classe sorteada e, numa vila renascentista, atuar como se estivesse em uma campanha clássica do jogo. As classes e raças foram: - Dollya Black: ogro clérigo - Evah Destruction: guerreiro reptliano - Hollow Eve: elfo negro ladino - Landon Cider: elfo bárbaro - Louisianna Purchase: elfo clérigo - Maddelynn Hatter: elfo negro necromante - Maxi Glamour: ladino reptiliano - Priscilla Chambers: elfo bardo Prêmio do Floor Show: Maratona de compras no Medieval Queen no valor de US$ 1.000 . Vencedora do Floor Show: Evah Destruction Desafio de exterminação: Justificar e implorar para não ser exterminado enquanto os participantes salvos jogam comida e insultam. Participantes: Maddelynn Hatter e Maxi Glamour Exterminada: Maxi Glamour |
| 5        | No Throw Aways, Not Recycled | 17 de Setembro de 2019    | Desafio do Floor Show: Criar um look utilizando apenas lixo (além de fazer a maquiagem apenas com canetas permanentes e papel) e ser entrevistada sem preparação pela Disasterina. Prêmio do Floor Show: Pacote completo no valor de US$ 1.000 da Trixie Cosmetics. Vencedora do Floor Show: Priscilla Chambers Desafio de exterminação: Usando a boca, assoprar uma barata na boca da outra participante através de um tubo (enquanto a outra faz o mesmo). Participantes: Todos (com exceção de Priscilla Chambers), mas apenas Evah Destruction e Hollow Eve poderiam ser eliminadas Exterminada: Hollow Eve |
| 6        | The Operating Theatre        | 1 de Outubro de 2019      | Desafio do Floor Show: Apresentar um look inspirado em hospitais assombrados. Num hospital abandonado, participar de um sessão de fotos para a Alternative Press. Prêmio do Floor Show: Ter sua foto publicada em duas páginas de uma edição da Alternative Press. Vencedor do Floor Show: Landon Cider Desafio de exterminação: Delicadamente remover partes de um cadáver de uma mesa de cirurgia especial. Qualquer deslize ou erro dos membros gera um choque de 6 mil volts diretamente em uma coleira no pescoço dos participantes. Participantes: Maddelynn Hatter e Priscilla Chambers Exterminada: Maddelynn Hatter |
| 7        | Le Freak                     | 7 de Outubro de 2019      | Desafio do Floor Show: Apresentar um look e um espetáculo inspirado em circos freakshows (show de horrores). Como segunda parte do desafio, estilizar uma peruca da Arda Wigs, patrocinador oficial de Dragula, e incorporá-la no look. Prêmio do Floor Show: US$500 em perucas, cortesia da Arda Wigs. Vencedora do Floor Show: Dollya Black Desafio de exterminação: grampear a maior quantidade de cédulas de dólar no seu corpo dentro de 60 segundos. Participantes: Evah Destruction, Louisianna Purchase e Priscilla Chambers Exterminada: Evah Destruction |
| 8        | Halloween Hunt               | 14 de Outubro de 2019     | Desafio do Floor Show: reinventar um arquétipo clássico de uma fantasia de Halloween, elevando o conceito com elementos de glamour, filth ou horror. Além disso, criar uma abóbora de Halloween que complemente o look criado. Por fim, participar de uma batalha de lip sync, dublando "Dread", da banda Ritual Aesthetic. Prêmio do Floor Show: US$ 1.000 em corset da Misty Couture e a vaga como atração principal do Boulet Brothers' Los Angeles Halloween Ball 2019. Vencedor do Floor Show: Landon Cider Desafio de exterminação: Encontrar o convite para o Top 3 da temporada num casa mal assombrada, evitando armadilhas e os atores. Participantes: Dollya Black, Louisianna Purchase e Priscilla Chambers Exterminada: Louisianna Purchase |
| 9        | Last Supper                  | 22 de Outubro de 2019     | As participantes são trazidas de volta à vida para a reunião final do elenco, discutindo os eventos ocorridos ao longo da temporada. |
| 10       | The Grand Finale             | 29 de Outubro de 2019     | Desafio do Floor Show: Criar e apresentar três looks, realizando performances seguindo os três princípios de Dragula: glamour, filfth e horror. Prêmio do Floor Show: O título de mais novo Supermonstro Drag do Mundo, uma coroa e um cetro da Fierce Drag Jewels e US$ 25.000. Vencedor do Floor Show final e da temporada: Landon Cider Finalistas: Dollya Black e Priscilla Chambers |

## Trivia
Essa é a primeira temporada de Dragula a:
- Ter 11 participantes competindo.
- Ter participantes AFAB competindo, Hollow Eve e Landon Cider.
- Ter um drag king como participante, Landon Cider, mais tarde também sendo o primeiro drag king a vencer o reality.
- Ter uma participante internacional, Yovska (do Canadá).
- Ter uma participante que desistiu da competição, Violencia! (se recusando a completar o desafio de exterminação).
- Ter uma participante a ganhar dois desafios consecutivos, Evah Destruction.

Landon Cider se tornou o primeiro participante em Dragula a nunca participar de uma exterminação.
- Entretanto, Landon participou de uma mini-exterminação no episódio 1 e do desafio de exterminação do episódio 8, mas sem risco de eliminação.

Dollya Black possui o recorde de participante que demorou mais tempo a participar de um desafio de exterminação em uma temporada, sendo 7 episódios.